# Giovanni Lorenzo Bernini
Giovanni Lorenzo Bernini (født 7. december 1598 i Napoli, død 28. november 1680 i Rom også kaldt Gian Lorenzo eller Gianlorenzo Bernini) var en italiensk billedhugger, arkitekt, maler og scenograf. Bernini udførte mange arbejder til Peterskirken i Rom.

## Skulpturbestillinger
Den unge Bernini fik kardinal Borgheses opmærksomhed, og kardinalen bestilte fire skulpturgrupper til sin villa på Quirinalhøjen. Den første, "Aeneas, Anchises og Ascanius" (1618-1619), skildrer den mytologiske Æneas, som på sine skuldre bærer sin gamle, blinde far Anchises ud af det brændende Troja. Ved siden af går Æneas' søn, Ascanius, der bærer den hellige ild. I skulpturen mærkes indflydelsen fra manierismen specielt i den spiralformede komposition og de uforholdsmæssigt lange lemmer.
Med den anden skulpturgruppe, "Pluto og Proserpina" (1621-1622), fremstiller Bernini Plutos dramatiske bortførelse af Proserpina. Den fortvivlede Proserpina prøver forgæves at vride sig ud af Plutos faste greb. Bernini fandt sandsynligvis inspiration i Giambolognas skulptur Ratto delle sabin (Sabinerindernes rov) fra 1580-tallet.
"Apollo og Dafne" (1622-1625) fremviser tydelig påvirkning fra antikkens skulptur, specielt fra "Apollo fra Belvedere", en romersk kopi af en græsk bronzeskulptur fra ca. 320 f.Kr. Bernini viser med denne skulptur sin tekniske virtuositet i at mejsle og slibe marmor til fuldkommen efterligning af et menneske. Bernini har fanget det øjeblik, da den skønne nymfe Dafne jaget af den forelskede Apollo, forvandles til et laurbærtræ.
Den sidste af kardinal Borgheses bestillingsarbejder, "David" (1623-1624), viser den unge David, der gør slyngen parat før mødet med filisterkæmpen Goliat.
Under pave Urban 8.s pontifikat (1623-1644) var Bernini Roms mest eftertragtede kunstner, og han fuldførte sammen med assistenter og elever en mængde opgaver i Peterskirken, blandt andet højalterets 20 m høje baldakin med snoede søjler. Står man med ryggen til kirkens indgang, ser man i øjenhøjde på søjlen til venstre et kvindeansigt. Går man rundt om baldakinen med uret, ser man også hendes ansigt på de to næste søjler, mere og mere fortrukket af smerte som under en barnefødsel, men på den fjerde søjle afløst af et smilende spædbarnsansigt. Kvinden var en niece af Urban 8. der fødte, mens Bernini arbejdede med baldakinen.
I juli 1650 fik Bernini til opgave at udføre en buste af Francesco 1. d'Este (1610-1658), hertug af Modena. Til trods for at Bernini og hertugen aldrig mødtes – Bernini havde kun et malet portræt som grundlag for busten – lykkedes det ham at give indtryk af en hel skikkelse, til trods for at den kun består af et hoved og skuldre. Draperingens dramatiske udførelse og hertugens krøllede hår er specielt godt fremstillet.
Berninis højdepunkt som billedhugger er «Den Hellige Teresas ekstase» (1647-1652) i Cornaro-kapellet i kirken Santa Maria della Vittoria på Quirinalen. Skulpturen forestiller den spanske karmeliterhelgen Teresa af Ávila i meditativ ekstase. En engel skal netop til at gennembore hendes hjerte med den guddommelige kærligheds pil. I Cornaro-kapellet forener Bernini skulptur, arkitektur, fresko og stukkatur til en helhed.
Som ældre udførte Bernini skulpturen «Sankta Ludovica Albertoni» (1671-1674), der står i kirken San Francesco a Ripa i Trastevere.

## Udvalgte værker
- Fontana dei Quattro Fiumi på Piazza Navona, Rom
- Skt. Teresas ekstase i Santa Maria della Vittoria, Rom
- Peterspladsen ved Peterskirken i Rom
- Byste af Pave Paul 5., Statens Museum for Kunst